# Chumma bicolor
Chumma bicolor is een spinnensoort uit de familie Chummidae. De soort komt voor in Zuid-Afrika.